# 5e Pantserleger
Het 5e Pantserleger (Duits: 5. Panzerarmee of beter Panzerarmee-Oberkommando 5) was een Duits pantserleger in de Tweede Wereldoorlog. Het 5e Pantserleger existeerde tweemaal: eerst in Tunesië in 1943 en voor een tweede keer aan het westfront in 1944/45.

## Krijgsgeschiedenis

### In Tunesië 1943

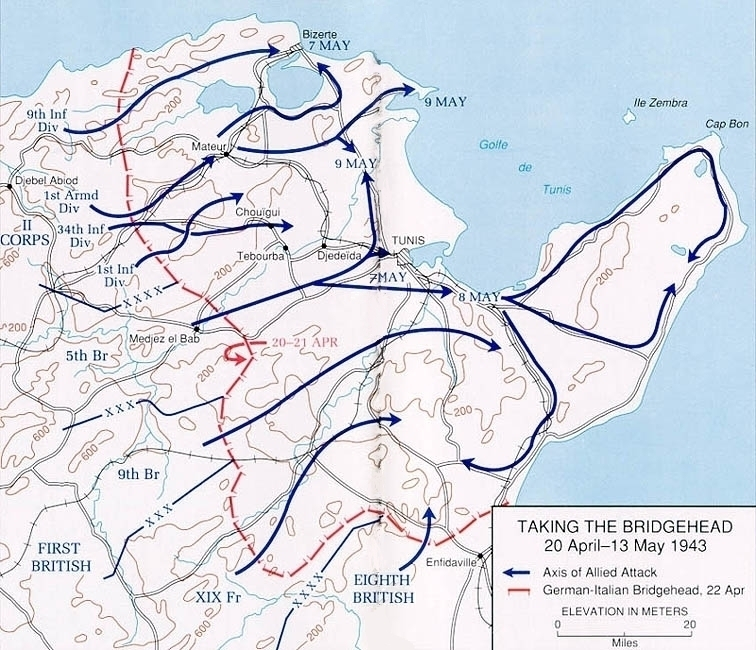
Eind van de Tunesische campagne

Het 5e Pantserleger werd op 8 december 1942 in Tunesië opgericht door omdopen van het daar aanwezige 90e Legerkorps. Het pantserleger kreeg de opdracht een bruggenhoofd op te bouwen in Tunesië om de geallieerde troepen die in Algerije en Marokko waren geland weg te houden van de grote havens van Tunesië, Bizerte en Tunis, en om deze open te houden voor Duitse bevoorrading. Dit lukte en dit schiep de voorwaarden voor de bevoorrading van het Pantserleger Afrika, dat zich terugtrok naar het zuiden van Tunesië. Tot april 1943 bleef het front in Tunesië een stellingenoorlog. Op 20 april 1943 begon de laatste slag: de geallieerde aanval op Heeresgruppe Afrika in Tunesië en al snel moesten de Duitse troepen terugwijken.
Op 9 mei 1943 gaven de resten van het 5e Pantserleger zich over ten zuidoosten van Bizerte aan troepen van het 2e Amerikaanse Legerkorps. Het pantserleger werd echter pas op 30 juni 1943 officieel ontbonden.

### Panzergruppe West
Op 24 januari 1944 werd de Panzergruppe West gevormd in Parijs uit de Stab des Generals der Panzertruppen West. De staf was direct ondergeschikt aan de Opperbevelhebber West. Kort na de geallieerde landing op 6 juni 1944 in Normandië, werd Panzergruppe West overgebracht naar Normandië om een pantser-stoot voor te bereiden. Op 10 juni werd het hoofdkwartier van de Panzergruppe in La Caine uitgeschakeld door een geallieerde luchtraid. Het HQ werd teruggetrokken en was pas vanaf 26 juni 1944 weer in actie aan het Normandische front en nam daar het westelijk deel van het bruggenhoofdfront op zich. Op dat moment was dat nog onder het 7e Leger, maar vanaf 2 juli 1944 onafhankelijk, en daarmee een echte “leger”-status hebbend

### Westfront 1944/45

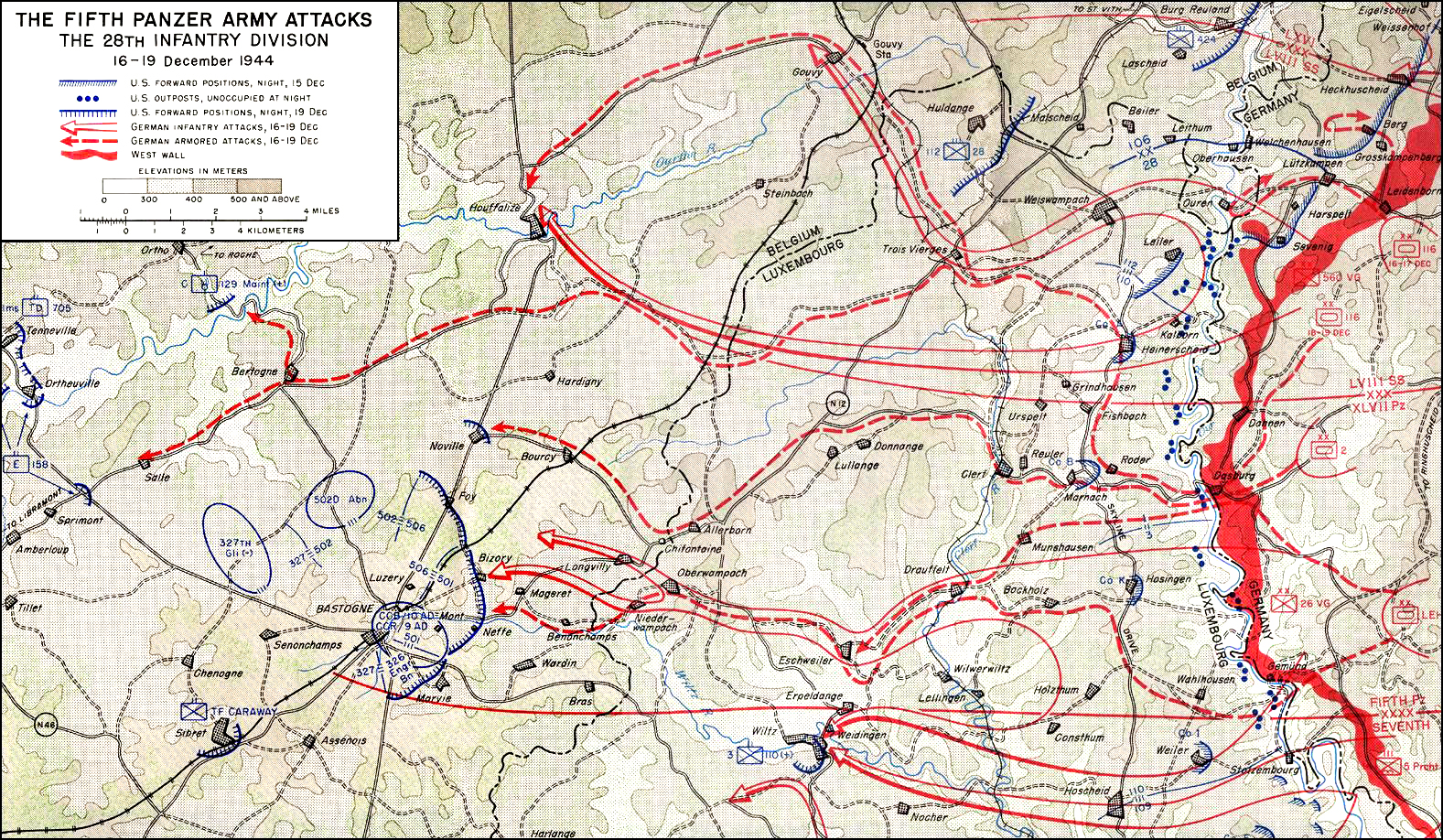
De aanval van het 5e Pantserleger in de Ardennen: de eerste dagen

Op 5 augustus 1944 werd de Panzergruppe West uiteindelijk volwaardig leger en werd omgedoopt tot 5e Pantserleger. Vrijwel meteen moest het pantserleger zich verdedigen tegen de uitbraak van Canadees/Britse/Poolse troepen uit het Normandische bruggenhoofd in Operatie Totalize. De noordzijde van de zich vormende Zak van Falaise werd door het pantserleger verdedigd, maar langzaam werd terrein prijsgegeven. In Operatie Tractable sloten de geallieerden ten slotte vanuit het noorden de zak. Van het 5e Pantserleger konden grote delen ontsnappen, maar de verliezen waren hoog. Het hoofdkwartier van het pantserleger trok vervolgens over de Seine bij Rouen (25 augustus) en via Amiens, Mons, Namen naar Koblenz op 6 september. 
Vanaf 10 september 1944 kwam het pantserleger onder bevel van Heeresgruppe G en vocht het tegen het 3e Amerikaanse leger in Lotharingen. Op 16 oktober 1944 werd de pantserleger uit het front gehaald en naar Krefeld overgebracht, waar het onder bevel kwam van Heeresgruppe B. In dit gebied voerde het pantserleger een defensieve strijd uit van bijna 2 maanden.
Tijdens de Slag om de Ardennen vanaf 16 december 1944 had het pantserleger in eerste instantie de secundaire rol, maar pakte door mislukkingen in de sector van het 6e Pantserleger toch de hoofdrol, omsingelde Bastogne (maar kon het niet innemen) en rukte op tot bijna aan de Maas. Toch mislukte het offensief. In de weken daarna moest het pantserleger weer terugtrekken naar de Westwall. Van eind januari tot 10 februari 1945 vocht het leger aan de Urft en Roer en trok zich vervolgens op 7 maart 1945 terug naar de Rijn. Nadat de geallieerden de Rijn waren overgestoken, raakte pantserleger ingesloten in de Ruhrkessel. Hier werd het pantserleger langzaam samengedrukt in de westelijke pocket door oprukkende geallieerden.
Op 17 april 1945 capituleerde het 5e Pantserleger oostelijk van Düsseldorf.

## Commandanten
| Rang                     | Naam                       | Begin             | Eind              |
| ------------------------ | -------------------------- | ----------------- | ----------------- |
| Generalleutnant          | Heinz Ziegler              | 8 december 1942   | 20 februari 1943  |
| General der Panzertruppe | Hans-Jürgen von Arnim      | 20 februari 1943  | 9 maart 1943      |
| General der Panzertruppe | Gustav von Vaerst          | 9 maart 1943      | 9 mei 1943        |
|                          |                            |                   |                   |
| General der Panzertruppe | Leo Geyr von Schweppenburg | 24 januari 1944   | 2 juli 1944       |
| General der Panzertruppe | Heinrich Eberbach          | 4 juli 1944       | 22 augustus 1944  |
| SS-Oberst-Gruppenführer  | Josef Dietrich             | 23 augustus 1944  | 12 september 1944 |
| General der Panzertruppe | Hasso von Manteuffel       | 12 september 1944 | 8 maart 1945      |
| Generaloberst            | Josef Harpe                | 9 maart 1945      | 17 april 1945     |

General von Arnim was de bevelhebber van het 5e Pantserleger vanaf de start in 1942, maar werd de eerste maanden standaard vervangen (Stellvertreter) door Generalleutnant Ziegler.